# Svjetski trgovački centar
Izvorni Svjetski trgovački centar bio je kompleks od sedam građevina u donjem dijelu Manhattana u New York Cityju u Sjedinjenim Državama. Njegova znamenitost, "Blizanci" (dva najviša tornja) koja su se otvorila 4. travnja 1973., su uništeni u napadima 11. rujna 2001., zajedno sa zgradom broj 7 (STC 7). Rušenje dvaju tornjeva je teško oštetilo ostale zgrade kompleksa pa su s vremenom i one srušene.
U vrijeme njihovog završetka, Blizanci su, sa svojim visinama od 417 i 415 metara, bili najviše zgrade na svijetu do 1973. godine kada ih je prešao čikaški Willis Tower. Ostale građevine kompleksa su bile STC 3, 4, 5, 6 i 7. Sve te zgrade su bile izgrađene između 1975. i 1985. godine, a njihova izgradnja je koštala 400 milijuna američkih dolara (2,3 milijarde američkih dolara iz 2014.). Kompleks se nalazio u Financijskom okrugu na Manhattanu i sadržavao 1 240 000 m2 poslovnog prostora.
Svjetski trgovački centar je iskusio požar 13. veljače 1975., bombaški napad 26. veljače 1993. i pljačku banke Bank of America 14. siječnja 1998. Godine 1998. je Lučka uprava odlučila privatizirati Svjetski trgovački centar, odnosno iznajmiti zgrade privatnoj tvrtci na održavanje. Najam je dodijeljen tvrtci za nekretnine, Silverstein Propertiesu u srpnju 2001. godine.
U jutro 11. rujna 2001., otmičari pod vodstvom Al-Kaide su odveli dva putnička aviona Boeing 767 u kompleks, zabivši se prvo u Sjeverni toranj u 8:46 pa zatim u 9:03 u Južni toranj, u koordiniranom činu terorizma. Nakon što je izgarao 56 minuta, Južni toranj se urušio u 9:59 sati. 29 minuta kasnije, Sjeverni toranj se također urušio. Napadi na Svjetski trgovački centar su odnijeli 2 753 života. Padajuće krhotine s tornjeva, u kombinaciji s požarima koje su krhotine pokrenule u nekoliko okolnih građevina, su dovele do djelomičnog ili potpunog urušavanja svih ostalih građevina u kompleksu te prouzročile katastrofalnu štetu na deset ostalih velikih građevina u blizni (među njima i Svjetski financijski centar); tri građevine u kompleksu Svjetskog trgovačkog centra su se urušile zbog štete koju je požar prouzročio, a kad se Sjeverni toranj urušio, njegove krhotine su pale na susjedni STC 7, time ga oštetile i zapalile, što je dovelo do urušavanja. Proces čišćenja i sanacije na mjestu Svjetskog trgovačkog centra je potrajao osam mjeseci.
Svjetski trgovački centar se obnavljao nekoliko godina. Na mjesto starog Svjetskog trgovačkog centra je izgrađeno šest novih nebodera, spomen-ploča na one poginule u napadima i terminal podzemne željeznice PATH-a. Jedan svjetski trgovački centar, otvoren 3. studenog 2014., sa svojih 100 katova je najviša građevina u Sjedinjenim Državama, a ujedno i glavna građevina novog kompleksa.

## Projektiranje i izgradnja

### Arhitektonsko projektiranje
20. rujna 1962., Lučka uprava je najavila odabir Minorua Yamasakija za glavnog arhitekta i Emery Roth & Sons kao pomoćne arhitekte. Yamasaki je smislio nacrt da se Blizanci pripoje; Yamasakijev izvorni nacrt je pozivao da visina zgrada bude 80 katova, ali kako bi ispunio zahtjeve Lučke uprave za 930 000 m2 poslovnog prostora, svaka zgrada je morala biti visoka 110 katova.
Glavni ograničavajući čimbenik u visini građevina je bio problem dizala; što je zgrada viša, potrebno je više dizala koji bi zgradu služili, što zahtjeva više prostora koji bi inače bio rezerviran za najam. Yamasaki i inženjeri su odlučili koristiti novi sustav dvaju "zračnih predvorja" - katova gdje su se ljudi mogli prebacivati s brzih dizala visokog kapaciteta na lokalna dizala koja idu na svaki kat određenog dijela zgrade. Taj sustav, inspiriran Podzemnom željeznicom New Yorka, dopuštao je da se lokalna dizala naslagaju jedna na druga u istom dizalskom otvoru. Postavljena na 44. i 78. katu u svakoj zgradi, dva zračna predvorja su omogućivala dizalima da se koriste efikasnije, povećavajući količinu poslovnog prostora na svakom katu sa 62 na 75 posto tako što se smanjio broj dizalskih otvora. Sveukupno, Blizanci Svjetskog trgovačkog centra su imali 95 brzih i lokalnih dizala.
Yamasakijev nacrt Svjetskog trgovačkog centra, otkriven javnosti 18. siječnja 1964, zahtijevao je kvadratna zemljišta sa širinom od otprilike 63 metra na svakoj strani. Zgrade su osmišljene s uskim prozorima 46 cm širokim, što je upućivalo na Yamasakijev strah od visina kao i na njegovu želju da se korisnici zgrade osjećaju sigurnim. Yamasakijev nacrt je sadržavao fasadu popločenu aluminijem. Svjetski trgovački centar je bio jedan od najzapanjujućih američkih izvedbi arhitektonske etike Le Corbusiera te je bio iskonski izražaj Yamasakijevih tendencija modernističkoj gotici.
Osim dvaju zgrada, nacrt kompleksa Svjetskog trgovačkog centra je sadržavao četiri niže građevine, sagrađene u ranim 1970-ima. 47-okatni Svjetski trgovački centar broj 7 je dodan u 1980-ima, sjeverno od glavnog kompleksa. Sveukupno, glavni kompleks Svjetskog trgovačkog centra je zauzimao 65 000 m2 gradskog zemljišta.

### Izgradnja
U ožujku 1965., Lučka uprava je započela s otkupnjom zemljišta na mjestu Svjetskog trgovačkog centra. Rušenje je započelo 21. ožujka 1966. kako bi se rasčistilo trinaest blokova niskih građevina u ulici Radio Row za izgradnju Svjetskog trgovačkog centra. Svečanost za početak gradnje Svjetskog trgovačkog centra se održala 5. kolovoza 1966.
Zemljište za Svjetski trgovački centar se nalazilo na odlagalištu, 20 metara ispod kojeg je stjenovito tlo. Da bi se Svjetski trgovački centar izgradio, bilo je potrebno postaviti podzemne temelje od zida guste (poznat kao "kada") duž strane uz West Street kako bi se držala voda iz rijeke Hudson podalje. Metoda guste koju je odabrao glavni inženjer Lučke uprave, John M. Kyle mlađi, je podrazumijevala iskapanje jarka te, kako je ono napredovalo, ispunjavanje ga "gustom" (smjesom bentonita i vode) koja je začepljivala rupe i držala podzemnu vodu podalje. Kada je jarak iskopan, metalni kavez je postavljen i beton izliven, što je istjeralo gustu van. Bilo je potrebno četrnaest mjeseci da bi se zid guste dovršio, a on je bio potreban za iskapanje materijala iz unutrašnjosti zemljišta. 917 465 kubnih metara iskopanog materijala je iskorišteno (zajedno s ostalim nasipnim materijalom) za proširenje obale Manhattana duž West Streeta, odnosno da bi se dobio Battery Park City.
U siječnju 1967. godine, Lučka uprava je dodijelila 74 milijuna američkih dolara u ugovorima s raznim dobavljačima čelika, a tvrtka Karla Kocha je unajmljena da postavlja čelik. Tvrtka Tishman Realty & Construction je unajmljena u veljači 1967. da nadgleda izgradnju projekta. Građevinski radovi na Sjevernom tornju su započeli u kolovozu 1968., a radovi na Južnom tornju su popratili od siječnja 1969. Izvorno podzemni, željeznički tunel koji je prolazio ispod rijeke Hudson, kroz kojeg su prolazili vlakovi PATH-a prema terminalu Hudson, ostali su u funkciji kao nadzemni tuneli tijekom gradnje do 1971. godine kada se otvorila nova stanica PATH-a unutar Svjetskog trgovačkog centra.
Svečanost postavljanja zadnjeg dijela STC-a 1 (Sjevernog tornja) se održala 23. prosinca 1970., dok je svečanost STC-a 2 (Južnog tornja) održana kasnije, 19. srpnja 1971. Prvi zakupljivači su se uselili u Sjeverni toranj 15. prosinca 1970; Južni toranj je počeo primati zakupljivače u siječnju 1972. godine. Kada su se Blizanci dovršili, ukupni troškovi Lučkoj upravi su narasli na 900 milijuna američkih dolara. Rezanje vrpce se održalo 4. travnja 1973. godine.
Kao dodatak Blizancima, plan za kompleks Svjetskog trgovačkog centra je uključivao četiri niže građevine, koje su izgrađene u ranim 1970-ima. 47-okatna zgrada STC 7 je dodana u 1980-ima, sjeverno od glavnog kompleksa. Sveukupno, glavni kompleks Svjetskog trgovačkog centra je zauzimao 65 000 kvadratnih metara gradskog zemljišta.

### Kritike
Planovi za gradnju Svjetskog trgovačkog centra bili su kontroverzni. Mjesto za kompleks bila je lokacija koja je uključivala znamenitu ulicu Radio Row koja je bila dom stotinama komercijalnih i industrijskih zakupaca, vlasnicima nekretnina, sitnim poduzetnicima te oko stotini stanara, od kojih su se mnogi protivili prisilnom iseljenju. Skupina sitnih poduzetnika iz te ulice podnijela je sudsku tužbu, preispitivajući pravo Lučke uprave na oduzimanje privatne imovine u svrhu javne primjene. Taj slučaj je, kroz sudski sustav, došao do Vrhovnog suda Sjedinjenih Američkih Država; Sud je odbio prihvatiti tužbu.
Privatni graditelji nekretnina i članovi Odbora za nekretnine New Yorka, pod vodstvom vlasnika Empire State Buildinga Lawrencea A. Wiena, su izrazili brigu oko toliko "subvencioniranog" poslovnog prostora što odlazi na otvoreno tržište, natječući se s privatnim sektorom kad je zasićenost poslovnim mjestima već bila velika. Svi poslovni prostori Svjetskog trgovačkog centra nisu bili potpuno iznajmljeni sve do nakon 1979. i to samo zato što je Lučka uprava iznajmljivala taj prostor relativno jeftinije u usporedbi s poslovnim prostorima u drugim građevinama. Drugi su preispitivali trebala li se Lučka uprava uopće prihvatiti tog projekta kojeg su neki opisivali kao "pogrešan društveni prioritet".
Dizajn Svjetskog trgovačkog centra je dobio niz kritika na svoju astetiku od Američkog instituta arhitekata i drugih skupina. Lewis Mumford, autor knjige Grad u povijesti i drugih radova na temu urbanističkog planiranja, kritizirao je projekt i opisao ga, a i druge nove nebodere, kao "uredski ormar od stakla i metala". Izgled Blizanaca je opisan kao sličan "kutijama u kojima su Empire State Building i Chrysler Building došli". Uski prozori Blizanaca, samo 46 cm široki i uokvireni čeličnim stupovima koji su ograničavali pogled, mnogi su mrzili. Aktivistica i sociologinja Jane Jacobs je također kritizirala planove za izgradnju Svjetskog trgovačkog centra, tvrdeći da bi riva grada (izgrađena obala) trebala biti otvorena Njujorčanima da u pogledu na nju uživaju.
Velik prostor kojeg je trgovački centar zauzimao, zamijenivši tradicionalnije, gusto susjedstvo, neki su kritičali smarali negostoljubljivim okolišem koji je poremetio složenu prometnu mrežu tipičnu za Manhattan. Na primjer, u svojoj knjizi Pentagon snage, Lewis Mumford je osudio centar kao "primjer besciljnog gigantizma i tehnološkog egzibicionizma koji sada deru živo tkivo svakog velegrada".
Tijekom mnogo godina, ogromni Trg Austina J. Tobina često je bio pod naletima oštrih vjetrova na prizemlju za što je odgovoran Venturijev efekt između dvaju zgrada. Neki naleti vjetra bili su toliko snažni da se promet pješaka morao potpomagati užadima. 1999. godine ponovno se otvorio trg nakon renoviranja koje je iznosilo 12 milijuna američkih dolara, a ono je uključivalo izmjenu mramornog pločnika sivim i ružičastim granitnim pločama, postavljanje novih klupa, nove sadilice, nove restorane, prehrambene kioske i restorane s vanjskim stolovima.

## Kompleks
Na tipičan radni dan 50 000 ljudi radilo je u Blizancima, a 200 000 ljudi posjećivalo kompleks koji je bio toliko velik da je imao vlastiti poštanski broj: 10048. Blizanci su pružali širok pogled s osmatračnice na vrhu Južnog tornja i restauranta Windows on the World na zadnjem katu Sjevernog tornja. Blizanci su postali poznati širom svijeta, pojavljujući se u mnogim filmovima i televizijskim emisijama, kao i na razglednicama i ostalim suvenirima, stoga su postali ikona New Yorka, pored Empire State Buildinga, Chrysler Buildinga i Kipa slobode.

## Vanjske poveznice
- World Trade Center – Silverstein Properties, tvrtka za trgovinu, razvoj i održavanje nekretnina
- Svjetski trgovački centar – Lučka uprava New Yorka i New Jerseyja
- New York: dokumentarni film  Arhivirana inačica izvorne stranice od 24. siječnja 2010. (Wayback Machine) prikazuje gradnju i uništenje Svjetskog trgovačkog centra u sedmoj i zadnjoj epizodi serijala Rica Burnsa
- Povijesni videozapis sa scenama Svjetskog trgovačkog centra tijekom izgradnje 1970. godine